# 亚伯拉罕以撒雅各的神
《亚伯拉罕以撒雅各的神》是倪柝声在1930年代所写的一本重要著作，由上海福音书房出版。该书通过对大半本《聖經·创世记》的研读，详细的描述了信徒完满经历的三方面。
1. 亚伯拉罕的经历，描绘信徒如何认识（神即上帝）是父，并经历祂作一切祝福的源头。
2. 以撒的经历，描绘信徒如何认识子的承受，并享受父在基督里为信徒所预备一切丰富的产业。
3. 雅各的经历，描绘信徒如何认识圣灵的管治，经历天然生命受对付，以及圣灵把基督作到信徒里面。

全书内容包括：引言、亚伯拉罕的蒙召、亚伯拉罕与迦南地、亚伯拉罕与儿子（上）－神的应许与亚伯拉罕的信心、亚伯拉罕与儿子（中）－亚伯拉罕受割礼、亚伯拉罕与儿子（下）－亚伯拉罕献以撒、以撒的特点、新约的以撒－神在基督里所豫备的产业、雅各的本性与所受的管教、雅各天然生命的脱节、雅各的成熟、圣灵的组织等。